# گریم لی سوکس
گراهام لوسو (به انگلیسی: Graeme Le Saux) بازیکن فوتبال زادهٔ ۱۷ اکتبر ۱۹۶۸ اهل انگلستان بود که سابقهٔ بازی در تیم ملی فوتبال انگلستان را در کارنامهٔ خود دارد. وی در تاریخ ۹ مارس ۱۹۹۴ نخستین بازی ملی خود را در مقابل تیم ملی فوتبال دانمارک انجام داد و با حضور در ۳۶ بازی ملی، در تاریخ ۷ اکتبر ۲۰۰۰ واپسین بازی ملی‌اش را در برابر تیم ملی فوتبال آلمان برگزار کرد.
این بازیکن توانسته در بازی‌های ملی، ۱ گل به ثمر برساند.